# Hijazo de mi vidaza
Hijazo de mi vidaza es una película de comedia mexicana de 1972 escrita por Roberto Gómez Bolaños "Chespirito", dirigida por Rafael Baledón con su argumento y adaptación, y protagonizada por Los Polivoces junto a María Fernanda.

## Trama
A la pregunta del niño Gordolfo sobre su papá, la abnegada Naborita le cuenta la historia de todo su árbol genealógico; mientras tanto Gordolfo crece, se convierte en un galán enamorado de sí mismo y llega a viejo escuchando los divertidos relatos familiares.

## Reparto
- Enrique Cuenca como Doña Naborita / Pica roca / Barba negra
- Eduardo Manzano como Gordolfo Gelatino / Trucu traca / Barba roja
- María Fernanda como Cavernicola ofrecida
- Federico González como Cavernicola
- Armando Acosta como Asistente de Septimio
- Nélida Bottini como Menea
- Ricardo Carrión como Hijo del emperador
- Eduardo Carrion como Hijo del emperador
- Gustavo del Castillo como Hijo del emperador
- Fernando Pinkus como Hijo del emperador
- Carlos Bravo y Fernández como Periodista romano
- Miguel Ángel Manzano
- José Martí como Escultor
- Juan Gabriel Moreno
- Fernando Casanova como Demetrio
- Sasha Montenegro como Agripina